# Abraham Boxman
Abraham Boxman (Gorinchem, 17 oktober 1796 - Gorinchem, 26 maart 1856) was een Nederlands advocaat, lokaal politicus en bestuurder en liberaal parlementariër.
Abraham Boxman was de zoon van de koopman en schepen Daniël Boxman en Margaretha Spijker. Hij ging naar de Latijnse school in zijn geboorteplaats, en ging in 1811 academische lessen volgen aan de Hogeschool te Leiden in Romeins en hedendaags recht tussen 1811 en 1816 - met een korte onderbreking in 1813/1814, toen hij in militaire dienst ging, en hij promoveerde op dissertatie. Na in Den Haag zijn eed als advocaat te hebben afgelegd in 1816 vervolgde hij zijn studie in Göttingen, waar hij colleges geschiedenis en esthetiek volgde. Na terugkeer in Gorinchem hield hij zich bezig met oude en nieuwe letterkunde, en hield hij lezingen bij het letterkundig genootschap Bescheidenheid en verlichting.
Vanaf 1819 was hij betrokken in de lokale politiek van Gorinchem, als lid van de stedelijke raad (vanaf 1851 gemeenteraad). In 1833 werd hij daarnaast ook wethouder, tot hij in december 1842 (per 1 januari) werd benoemd tot burgemeester van Gorinchem (tot 1854).
In 1840 werd hij voor de steden (Gorinchem) gekozen in de Provinciale Staten van Zuid-Holland, en bij de grondwetsherziening van 1848 werd hij vervolgens voor een periode van een krappe maand gekozen tot buitengewoon lid van de Tweede Kamer der Staten-Generaal, toen er een Dubbele Kamer moest worden gevormd om de grondwetswijziging goedgekeurd te krijgen. Als lid van deze Dubbele Kamer voerde hij het woord bij de algemene beschouwingen over de Grondwetsherziening, en bij de behandeling van hoofdstuk IX, waterstaat. Hij stemde uiteindelijk voor alle voorstellen tot grondwetsherziening.
In 1849 werd hij vervolgens gekozen tot (nu gewoon) lid van de Tweede Kamer der Staten-Generaal, waar hij onder meer sprak bij de behandeling van de ontwerp-Kieswet en de ontwerp-Provinciewet. Hij verruilde de Tweede Kamer in 1850 voor de Eerste Kamer der Staten-Generaal, waarvan hij lid zou blijven tot zijn overlijden in 1856 - maar hij voerde nauwelijks nog het woord.
Binnen Gorinchem vervulde Boxman diverse andere functies die niet direct samenhingen met zijn politieke ambten. Zo was hij auditeur bij de dienstdoende schutterij (1817 - 1843), lid van de militieraad (vanaf 1821 ruim 20 jaar), rechter-plaatsvervanger (1821 - 1854), lid van het curatorium van de Latijnse School (1824 - 1843) en regent van diverse kerken (vanaf 1829).
Boxman was de zwager van het latere Eerste Kamerlid Herman Eliza Verschoor en schoonvader van het latere Eerste Kamerlid Frederik Gerhard Edmond Merkes van Gendt. In 1840 was hij benoemd tot Ridder in de Orde van de Nederlandse Leeuw.
- Biografisch Portaal: 00862421
- Digitale Bibliotheek voor de Nederlandse Letteren: boxm001
- International Standard Name Identifier: 0000 0003 9794 2346
- Nederlandse Thesaurus van Auteursnamen: 069878188
- Parlement.com: vg09lkym8eqw
- Virtual International Authority File: 71758818
- WorldCat: E39PBJtRMRdF7QtQ6rrDk3myBP